# Ulla Dydo
Ulla Eder Dydo (Zúrich, 4 de febrero de 1925 - Nueva York, 10 de septiembre de 2017) fue una escritora, editora y una prestigiosa experta de la obra de Gertrude Stein. Era profesora emérita de la Universidad de la Ciudad de Nueva York y autora de: Gertrude Stein: The Language That Rises, 1923–1934.

## Biografía
Hija de una conocida defensora de los derechos de la mujer y presidenta del Consejo Internacional de mujeres, Jeanne Eder-Schwyzer (1894–1957) y del profesor Dr. Robert Eder (1885–1944), Ulla E. Dydo nació en Zúrich en 1925. Después de estudiar en la Universidad de Zúrich y en el University College de Londres,  acompañó 1948 al político y filántropo suizo Paul Lachenal como secretaria y biógrafa en su viaje a los Estados Unidos a donde se mudó para estudiar y hacer su doctorado de la Universidad de Wisconsin-Madison, en 1955, con una disertación sobre "La poesía de Allen Tate".Fue profesora de inglés en el Brooklyn College desde 1958 hasta 1966, y luego vivió en Lagos, Nigeria, hasta 1969, trabajando para el Museo Nacional de Nigeria y estudiando poesía Hausa. A partir de 1970 fue profesora de inglés en el Bronx Community College. Con fluidez en inglés, alemán, italiano y francés, Dydo fue editora de Odyssey Review: Una publicación trimestral de literatura moderna latinoamericana y europea en traducción al inglés de 1961 a 1963. En la década de 1970, Dydo recurrió a Gertrude Stein, cuyo trabajo estaría en el centro de su investigación y su redacción durante el resto de su vida.
Ulla Dydo entrevistó a Isabel Wilder (la hermana de Thornton Wilder) para sus estudios sobre Stein, visitándola semanalmente desde 1985 hasta 1995, obteniendo acceso a muchas fuentes impresas y escritas. Lo publicó en The Letters of Gertrude Stein y Thornton Wilder editado por Edward M. Burns y William Rice. A Rice también apoyó como artista,como hizo con los pintores Dieter Hall y Daniel Garbade o las autoras Elisabeth Lennard y Jim Neu. En 1993 pública: A Stein Reader. Debido a la extensa investigación de Dydo sobre los documentos de Stein en la Biblioteca Beinecke (Universidad de Yale), ella pudo proporcionar una beca textual detallada sobre trabajos individuales de Stein, como no había estado disponible anteriormente. Los años de estudio culminaron en la obra principal de Dydo, Gertrude Stein: The Language that Rises 1923–1934, publicada en 2003. Su obra posterior se dirigió a la poesía de Cecil Taylor.

## Vida personal
Se casó con el economista John Stephen Dydo (1922–2004) en 1963 y tuvo un hijo en 1967. Más tarde se casó con la pianista Nurit Tilles.
Murió en Nueva York en 2017, a los 92 años.

## Obra
- Gertrude Stein; Thornton Wilder; Edward Burns; Ulla E. Dydo; William Rice: Mirrors of friendship : The letters of Gertrude Stein and Thornton Wilder, Editorial: Yale University Press, 1996,

- Gertrude Stein; Ulla E. Dydo: Descripciones de la literatura : texts and contexts en the Gertrude Stein and Alice B. Toklas Papers : October 8 De Diciembre 14, 2012. Editorial: Connecticut Rare Book & Manuscript Library, Yale University Press

- Ulla E. Dydo; William Rice: Gertrude Stein : The Language that Rises : 1923-1934, de Northwestern University Press, 1996·

- Gertrude Stein; Ulla E. Dydo: A Stein reader, 1996, Northwestern University Press, 1993